# Metavermilia nanshaensis
Metavermilia nanshaensis är en ringmaskart som beskrevs av Sun 1998. Metavermilia nanshaensis ingår i släktet Metavermilia och familjen Serpulidae. Inga underarter finns listade i Catalogue of Life.